# Natália – A Diva Tragicómia
Natália – A Diva Tragicómia (portugiesisch für: Natália, die tragikomische Diva) ist ein Dokumentarfilm des portugiesischen Regisseurs João Gomes aus dem Jahr 2011.

## Inhalt
Der Film porträtiert die portugiesische klassische Sängerin Natália de Andrade (1910–1999), die sich in völliger Selbstüberschätzung für eine unverstandene, große Opernsängerin hielt, dabei jedoch selten den richtigen Ton traf und dabei unfreiwillig komisch wirkte. Damit begeisterte sie ein amüsiertes Publikum, ohne dass Sängerin und Publikum sich je wirklich verstanden.
Anhand von Mitschnitten aus ihren Fernsehauftritten und den folgenden Parodien ihrer Darbietungen, anhand von Aussagen von Personen, die ihr begegneten, aber auch anhand der spärlichen Informationen, die von ihrer persönlichen Biografie erzählen, zeichnet der Film ein mehrschichtiges Porträt der tragikomischen Persönlichkeit.

## Rezeption und Produktion
Der Film hatte am 11. September 2011 Premiere. Er wurde von Real Ficção produziert, in Koproduktion mit dem öffentlich-rechtlichen Fernsehsender RTP, wo er am 26. November 2011 erstmals im Fernsehen lief, bei RTP2.
Natália – A Diva Tragicómia erschien 2012 mit umfangreichem Bonusmaterial als DVD bei Real Ficção.